# Міртл Кук
Міртл Еліс Кук (англ. Myrtle Alice Cook; нар. 5 січня 1902 — пом. 18 березня 1985) — канадська легкоатлетка, яка спеціалізувалася в бігу на короткі дистанції.

## Із життєпису
Олімпійська чемпіонка в естафеті 4×100 метрів (1928).
На Олімпіаді-1928 також дійшла до фіналу у бігу на 100 метрів, проте була дискваліфікована за фальстарт.
Ексрекордсменка світу з бігу на 100 метрів та в естафеті 4×100 метрів.
Шестиразова чемпіонка Канади з бігу на 60 та 100 ярдів (1927-1930). Рекордсменка Канади в цих дисциплінах.
Упродовж 1929-1973 працювала спортивним колумністом у газеті «Montreal Daily Star».
Під час Другої світової війни тренувала у Монреалі легкоатлетичну команду Збройних сил Канади.

## Основні міжнародні виступи
| Рік  | Змагання         | Місто     | Місце | Дисципліна | Примітки |
| ---- | ---------------- | --------- | ----- | ---------- | -------- |
| 1928 | Олімпійські ігри | Амстердам | ф     | 100 м      | DQ       |
| 1928 | 1                | 4×100 м   |       |            |          |

## Визнання
- Член Зали спортивної слави Канади (1955)[1]